# August Hirsch
August Hirsch (ur. 4 października 1817 w Gdańsku, zm. 28 stycznia 1894 w Berlinie) – niemiecki lekarz, historyk medycyny.

## Życiorys
Urodził się w żydowskiej rodzinie jako Aron Simon Hirsch. Był synem gdańskiego kupca Samuela Salomona Hirscha (1790–1861) i Henriette z domu Bender (zm. 1843). Jego bratem był historyk Theodor Hirsch (1817–1894). Początkowo miał pójść w ślady ojca, rozpoczynając w wieku 15 lat naukę w szkole kupieckiej w Berlinie. Po trzech latach nauki postanowił ukończyć gimnazjum w Elblągu i podjąć studia. Od 1839 studiował medycynę na Uniwersytecie w Lipsku i Uniwersytecie Fryderyka Wilhelma w Berlinie. Tytuł doktora medycyny otrzymał w Berlinie w 1843 roku na podstawie dysertacji De laryngostasi exsudativa vulgo Croup vocata. Po tym, on był na pierwszym lekarzem w Elblągu, a następnie w Gdańsku. Chciał praktykować medycynę w Indonezji, ale jego plany nie doszły do skutku. Opublikował za to liczne artykuły na temat chorób tropikalnych i zakaźnych, a w 1859 roku ukazało się pierwsze wydanie jego podręcznika patologii historycznej i geograficznej (Handbuch der historisch-geographischen Pathologie).
W 1863 został profesorem zwyczajnym patologii, historii i literatury medycyny na Uniwersytecie Fryderyka Wilhelma w Berlinie. W 1864 roku habilitował się na podstawie rozprawy o anatomii w szkole hippokratejskiej. W 1865 roku na zlecenie rządu pruskiego badał epidemię zapalenia opon mózgowych w Prusach Zachodnich. Wspólnie z Maxem von Pettenkoferem założył w 1873 niemiecką komisję do badania cholery i był przedstawicielem Niemiec na międzynarodowej konferencji cholerycznej w 1874 roku. W 1879 roku udał się w imieniu rządu niemieckiego do guberni astrachańskiej, by zbadać tamtejszą epidemię dżumy, opisaną przez niego w monografii w 1880 roku. W 1872 roku założył Niemieckie Towarzystwo Zdrowia Publicznego (Deutsche Gesellschaft für öffentliche Gesundheitspflege). Do 1885 był jego przewodniczącym, a następnie członkiem honorowym. W 1892 został wybrany członkiem Niemieckiej Akademii Przyrodników Leopoldina.
Żonaty z Pauline Friedländer (1827–1908), córką królewieckiego kupca Hirscha Friedländera (zm. 1871) i Emmy Levin Perlbach. Jego wnukiem był matematyk Kurt Hirsch (1906–1986).

## Wybrane prace
- De laryngostasi exsudativa vulgo Croup vocata. Typis fratrum Schlesinger, 1843
- Die Meningitis cerebro-spinales epidemica vom historisch-geographischen und pathologisch-therapeutischen Standpunkte. Berlin: Hirschwald, 1865.
- Die großen Volkskrankheiten des Mittelalters. Historisch-pathologische Untersuchungen. Berlin: Verlag Theodor Christian Friedrich Enslin, 1865.
- Über die Verhütung und Bekämpfung der Volkskrankheiten: mit specieller Beziehung auf die Cholera. Berlin: Lüderitz, 1875.
- Geschichte der Augenheilkunde. Leipzig: Engelmann, 1877.
- August Hirsch, Max Sommerbrodt. Mittheilungen über die Pest-Epidemie im Winter 1878–1879 im russischen Gouvernement Astrachan. Berlin: Heymann, 1880.
- Handbuch der historisch-geographischen Pathologie. Stuttgart: Enke, 1881–1886.
  - Band 1: Die allgemeinen acuten Infektionskrankheiten
  - Band 2: Die chronischen Infections- und Intoxications-Krankheiten, parasitäre Krankheiten, infectiöse Wundkrankheiten und chronische Ernährungs-Anomalien
  - Band 3: Die Organkrankheiten
- Biographisches Lexikon der hervorragenden Ärzte aller Zeiten und Völker. (Hrsg. mit E. Gurlt). Wien, Leipzig: Urban & Schwarzenberg, 1884-1888.
  - Band 1: Aaskow bis Chavasse. 1884.
  - Band 2: Chavet bis Gwinne. 1885.
  - Band 3: Haab bis Lindsley. 1886.
  - Band 4: Lindsley bis Revillon. 1886.
  - Band 5: Révolat bis Trefurt. 1887.
  - Band 6: Treiber bis Zypen. 1888.
- Über die historische Entwickelung der öffentlichen Gesundheitspflege: Rede gehalten zur Feier des Stiftungstages der Militärärztlichen Bildungsanstalten am 2. August 1889. Berlin: Hirschwald, 1889.
- Geschichte der medicinischen Wissenschaften in Deutschland. W: Geschichte der Wissenschaften in Deutschland. Oldenbourg 1893.